# Lylea tetracoila
Lylea tetracoila är en svampart som först beskrevs av August Karl Joseph Corda, och fick sitt nu gällande namn av Hol.-Jech. 1978. Lylea tetracoila ingår i släktet Lylea, divisionen sporsäcksvampar och riket svampar.   Inga underarter finns listade i Catalogue of Life.